# Sébastien d'Aparicio
Sébastien d'Aparicio (A Gudiña, 20 janvier 1502 - Puebla, 25 février 1600) est un franciscain observant reconnu bienheureux par l'Église catholique.

## Biographie
Il naît le 20 janvier 1502 à A Gudiña dans le royaume de Galice où il passe ses premières années à cultiver la terre comme son père. Il part ensuite à Salamanque où il exerce le même métier. En 1533, il embarque à Sanlúcar de Barrameda pour aller en Nouvelle-Espagne et arrive dans le port de Veracruz puis se rend à Puebla, fondée en 1531 par Toribio de Benavente. Comme il n'y a pas encore beaucoup d'habitants, il trouve facilement des terres à cultiver. Voyant que les marchandises qui transitent entre Mexico et Veracruz sont transportées sur des mulets, il fabrique une charrette de bois et domestique du bétail sauvage pour faire tirer son chariot par des bœufs.
En 1542, il déménage à Mexico. La fin de la guerre de Mixtón (es) et la découverte de mines d'argent dans l'État actuel de Zacatecas favorisent le commerce. Sébastien d'Aparicio transporte les marchandises entre les mines et Mexico avec ses charrettes. En 1552, il vend sa flotte de chariots et achète une hacienda entre Azcapotzalco et Tlalnepantla de Baz, près de la capitale mexicaine. En 1562, à 60 ans, il se marie pour protéger une jeune fille mais ne consomme pas le mariage en accord avec son épouse. Cette dernière meurt moins d'un an après le mariage. Aparicio se remarie deux ans plus tard avec la même promesse de chasteté mais sa seconde épouse meurt également.
Il est ensuite atteint d'une maladie grave dont il se rétablit, et interprète sa guérison comme un miracle. Il donne tous ses biens aux clarisses et se met au service des religieuses comme tertiaire franciscain. Sa vie pieuse fait qu'il est admis comme novice le 9 juin 1574 dans le couvent franciscain de México où il prononce ses vœux le 13 juin 1575. Il est ensuite envoyé au couvent de Santiago de Tecali de Herrera (es) où il s'occupe de la cuisine et du jardin du couvent. En 1577, ses supérieurs l'envoient au couvent de Puebla, qui compte plus de cent frères, où il doit mendier la nourriture pour la communauté. Il meurt le 25 février 1600.

## Culte

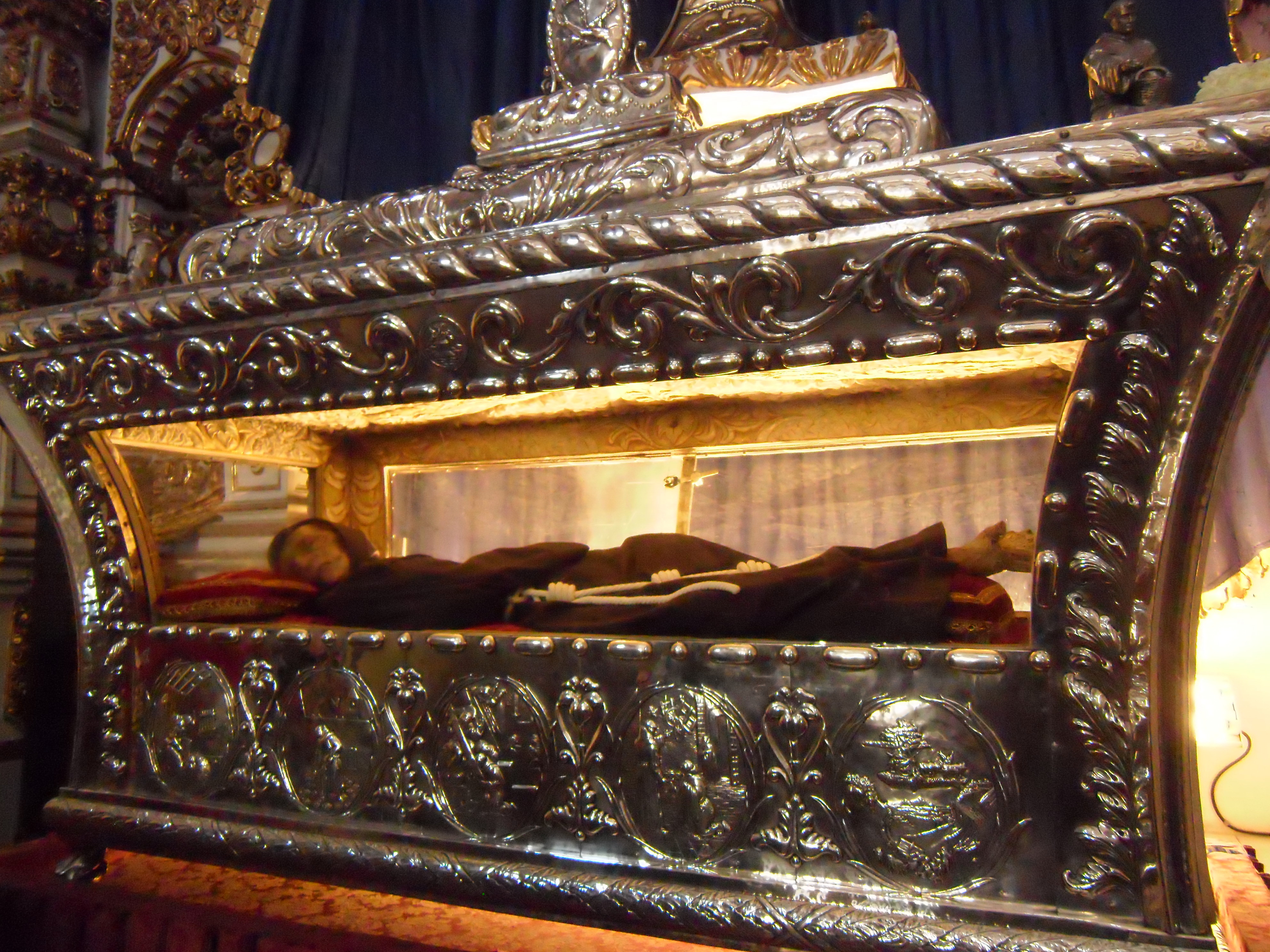
Châsse en argent dans l'église Saint-François de Puebla

À son décès, son corps est exposé dans la chapelle des frères, et la foule déchire son habit pour prendre des reliques car elle le considère déjà comme un saint. Sa vie est écrite en 1605 par Juan de Torquemada. Il est reconnu bienheureux par le pape Pie VI le 17 mai 1789. Ses restes reposent dans une châsse en argent dans l'église du couvent des franciscains de Puebla. Il est vénéré comme patron des automobilistes et des transports terrestres.